# Metropolia Pelotas
Metropolia Pelotas – metropolia Kościoła rzymskokatolickiego w Brazylii. Składa się z metropolitalnej archidiecezji Pelotas i dwóch diecezji. Została erygowana 13 kwietnia 2011 r. konstytucją apostolską Sacrorum Antistites papieża Benedykta XVI. Od momentu utworzenia metropolii godność arcybiskupa metropolity sprawuje abp Jacinto Bergmann.
W skład metropolii wchodzą:
- Archidiecezja Pelotas
  - Diecezja Bagé
  - Diecezja Rio Grande

Prowincja kościelna Pelotas wraz z metropoliami Porto Alegre, Santa Maria i Passo Fundo tworzą region kościelny Sul 3, zwany też regionem Rio Grande do Sul.

## Metropolici
- Jacinto Bergmann (od 2011)